# Rhynchocyon cirnei
La  musaraña de trompa estriada (Rhynchocyon cirnei) es una especie de mamífero afroterio del orden de los macroscelídeos. Se encuentra en los bosques de África Oriental (Mozambique, Tanzania, Uganda, Malaui, Zambia) y Central (República Democrática del Congo). 

## Descripción
Su cuerpo mide 24 a 32 cm de longitud y su cola 18 a 26 cm. Pesa entre 80 y 120 g. El fondo del pelaje es castaño muy claro, pero se obscurece hacia las puntas hasta verse casi negro. En el lomo tiene manchas claras y obscuras. El hocico es alargado, la dentadura se caracteriza por presentar un solo incisivo atrofiado a cada lado de la mandíbula y fuertes caninos.

## Comportamiento
Tiene hábitos principalmente nocturnos. Se mueve constantemente en estado de alerta, haciendo vibrar el hocico y las vibrisas para captar señales sobre lo que ocurre en el entorno. Se desplaza en grupo para buscar alimentos. Monógamo, se empareja de por vida y defiende un territorio. Construye un nido entre ramas secas o bajo un tronco caído y lo tapa con hojas.

### Dieta
Se alimenta principalmente de insectos (termitas, hormigas, escarabajos). También come ciempiés, moluscos, batracios, aves, huevos y mamíferos pequeños.